# コングレ
株式会社コングレは、1990年の創立以来、「MICEビジネスのイノベーションカンパニー」として、一貫してコミュニケーションに関わり、コンベンション事業、施設運営事業、展示会・イベント事業などを行っている。社名の「Congrès（コングレ）」は、フランス語の「会議」に由来する。

## 概要
コンベンション事業では、2012年の国際通貨基金・世界銀行年次総会、2016年の伊勢志摩サミットなどを成功に導き、「国際会議のコングレ」として社会課題の解決に関わっている。また、日本医学会総会をはじめ学会の運営も多数担当し、学術の発展を支援している。
施設運営事業では、コングレブランドのMICE施設をはじめ、美術館、コンサートホール、科学館、水族館、展望台などの文化施設・観光施設を合わせて約90の施設を運営。全国でまちづくりに参画し、地域活性化に取り組んでいる。
展示会・イベント事業では、スポーツビジネスやドローンなど、時代の要請に応じた最先端のテーマを取り上げ、関係者とともに産業の振興に注力。さらに、コロナ禍を契機にMICEイノベーション研究会を立ち上げ、異業種との交流を通じ、DX、AI、ロボットなどを取り入れて事業を進化させている。

## 沿革
- 1990年 - 株式会社コングレ設立
- 1999年 - 大阪本社自社ビルへ移転
- 2003年 - 沖縄コングレ設立
- 2004年 - コングレ上海設立
- 2006年 - 北海道支社開設、指定管理者業務開始
- 2009年 - マイス・ワン設立
- 2011年 - MICE総研業務開始
- 2012年 - 東北支社開設、クレエ株式会社[2]の全株式を取得
- 2013年 - ナレッジキャピタル コングレコンベンションセンター開設
- 2015年 - コングレスクエア日本橋開設
- 2020年 - 東京本社移転[3]
- 2020年 - コングレスクエア羽田開設
- 2020年 - 代表取締役社長武内紀子が経団連審議員会副議長・観光委員長に就任

## 事業所
- 東京本社
- 大阪本社
- 中部支社
- 九州支社
- 北海道支社
- 東北支社
- 京都支店
- 長崎営業所
- 沖縄営業所

## 関連法人
- 沖縄コングレ - 沖縄の本格的コンベンションオーガナイザー
- マイス・ワン - MICEのITシステム設計・開発・運用・コンサルティング専門会社
- コングレ・グローバルコミュニケーションズ - 通訳、翻訳、語学人材の派遣・紹介サービス専門会社
- 康格会展(上海)有限公司（通称：コングレ上海） - 中国でのMICE事業、施設運営事業を展開する専門会社
- 一般社団法人 MICE総研 - MICE関連の調査及び研究を担う産業シンクタンク

## 運営施設

### 自社経営
- ナレッジキャピタル コングレコンベンションセンター
- コングレスクエア日本橋
- コングレスクエア羽田

### 指定管理者
- ムーブ町屋
- 日暮里サニーホール
- 名古屋国際会議場
- 名古屋市国際展示場（ポートメッセなごや）
- ウェスタ川越
- 川崎市民プラザ
- ウィルあいち（愛知県女性総合センター）
- 刈谷市総合文化センター
- 長良川国際会議場
- ソフトピアジャパンセンター
- 京都府立京都学・歴彩館
- 出島メッセ長崎
- 横浜こども科学館（はまぎん こども宇宙科学館）
- 千葉市科学館
- 新潟県立自然科学館
- 山梨県立科学館
- 板橋区立教育科学館
- 神戸市立青少年科学館（バンドー神戸青少年科学館）

ほか